# Пашков, Александр Владимирович
Алекса́ндр Влади́мирович Пашко́в (род. 29 октября 1967, Свердловск, Луганская область, Украинская ССР, СССР) — российский государственный деятель, бывший глава администрации города Пензы, бывший заместитель губернатора Пензенской области.

## Биография
Александр Пашков родился 29 октября 1967 в г. Свердловске Луганской области Украинской ССР в семье служащих.
В 1986—1988 гг. проходил срочную службу в Советской армии (был призван из вуза — студенты большинства институтов в то время не имели отсрочки). Служил в Группе советских войск в Германии.
Окончил Пензенский инженерно-строительный институт по специальности «Промышленное и гражданское строительство» (очно, 1991), получил квалификацию «инженер-строитель». По окончании института по распределению был направлен на работу в МПМК-4 «Агропромспецстрой». Работал мастером, прорабом, начальником участка.
С 1993 года в частном бизнесе. Начинал коммерческим агентом в ИКП «Прайд». В 1993—1995 гг. — директор ТОО «Айсберг». В 1997 году создал и возглавил ОАО «Аверс» (Оптовая торговля электрической и тепловой энергией).
С декабря 2001 года — член Совета Федерации Федерального собрания Российской Федерации, представитель Законодательного собрания Пензенской области в Совете Федерации РФ.
С апреля 2002 года — заместитель губернатора Пензенской области.
С марта 2004 года — заместитель губернатора, начальник департамента строительства и дорожного хозяйства Пензенской области.
С 6 февраля по 27 декабря 2005 года — глава администрации города Пензы.
С января 2006 по июль 2007 — первый заместитель губернатора Пензенской области.

## Уголовное дело
11 июля 2007 года прокуратура Пензенской области возбудила уголовное дело в связи с нецелевым использованием бюджетных средств в размере 40 миллионов рублей. 25 апреля 2008 г. Александр Пашков был задержан в Москве сотрудниками ФСБ и помещен под стражу по обвинению в мошенничестве в особо крупном размере и злоупотреблению служебными полномочиями. В период с 2002 по 2007 годы на территории Пензенской области с участием Пашкова и «Коноваловской» ОПГ произошел ряд рейдерских захватов предприятий ОАО «УМ-2», МУП и ООО «Асфальтобетонный завод», МУП «Спецбюро», ФГУП «Лессервис», ЗАО «Пензагорэлектросеть», МУП «Спецавтобаза» и 9 госпредприятий электросетевого комплекса.
Ленинский районный суд Пензы вынес вердикт по делу Александра Пашкова 13 мая 2010 года. Бывшему заместителю председателя правительства области было предъявлено обвинение в мошенничестве в особо крупном размере и злоупотреблении должностными полномочиями. В «деле Пашкова» фигурируют энергетические комплексы нескольких районов области. По данным следствия, ущерб только региональному бюджету составил 89 млн рублей, а общий оценивается в 145 млн.рублей. Приговор суда: «Окончательно назначить Пашкову наказание в виде лишения свободы на срок 8 лет 6 месяцев, со штрафом в размере 500 тысяч рублей, с лишением права занимать должности в органах местного самоуправления, связанных с осуществлением организационно-распорядительных и административно-хозяйственных полномочий на 2 года, с отбыванием наказания в исправительной колонии общего режима».
1 октября 2012 года Александр Пашков был освобожден условно-досрочно в связи с отбытием в заключении половины срока.
Решением Первомайского районного суда г. Пензы от 18 декабря 2015 года Александр Пашков был вновь арестован на 2 месяца по обвинению в хищении денежных средств в особо крупных размерах (ч. 4 ст. 159 УК РФ). По сообщениям СМИ, дело касается строительства в Пензе перинатального центра.
4 июня 2018 года, Ленинский районный суд г. Пензы принял решение возвратить уголовное дело по обвинению бывшего советника губернатора Александра Пашкова и фактического учредителя ООО ЦСК «Сигма» Сергея Богунова прокурору. Им инкриминировалось мошенничество, совершенное группой лиц по предварительному сговору, с использованием своего служебного положения, в особо крупном размере.
Речь идет о сумме более 96 млн рублей, предназначенных для строительства перинатального центра. Дело находилось в суде с августа 2017 года.
В течение девяти месяцев оно рассматривалось: проводился допрос многочисленных свидетелей и экспертов, выступали подсудимые, представитель потерпевшей стороны (госкорпорации «Ростех»).
«Вопреки мнению государственных обвинителей и представителя потерпевшего, при согласии подсудимых и четверых их защитников суд вынес постановление о возвращении уголовного дела прокурору Пензенской области на основании п. 1 ч. 1 ст. 237 УПК РФ (обвинительное заключение составлено с нарушением требований настоящего Кодекса, что исключает возможность постановления судом приговора или вынесения иного решения на основе данного заключения)».